# Calliscelio australicus
Calliscelio australicus är en stekelart som först beskrevs av Alan Parkhurst Dodd 1914.  Calliscelio australicus ingår i släktet Calliscelio och familjen Scelionidae. Inga underarter finns listade.